# Fil·loretina
La fil·loretina és un mineral de la classe dels minerals orgànics.

## Característiques
La fil·loretina és un mineral orgànic de fórmula química C18H18. Cristal·litza en el sistema ortoròmbic. Es fa servir com a biomarcador de plantes superiors (com ho és la simonel·lita). S'utilitza en paleobotànica, en forma de relació reté/cadalè, per analitzar la part de les Pinaceae del material estudiat.
Segons la classificació de Nickel-Strunz, la fil·loretina pertany a «10.BA - Hidrocarburs» juntament amb els següents minerals: fichtelita, hartita, dinita, idrialita, kratochvilita, carpathita, ravatita, simonel·lita i evenkita.

## Formació i jaciments
Va ser descoberta a Holtegaard, localitat situada dins de l'illa de Lolland, a la regió de Zealand (Dinamarca). Es tracta de l'únic indret de tot el planeta on ha estat descrita aquesta espècie mineral.